# Sporobolus natalensis
Sporobolus natalensis är en gräsart som först beskrevs av Ernst Gottlieb von Steudel, och fick sitt nu gällande namn av Théophile Alexis Durand och Schinz. Sporobolus natalensis ingår i släktet droppgräs, och familjen gräs. Inga underarter finns listade i Catalogue of Life.